# Calendario nordcoreano

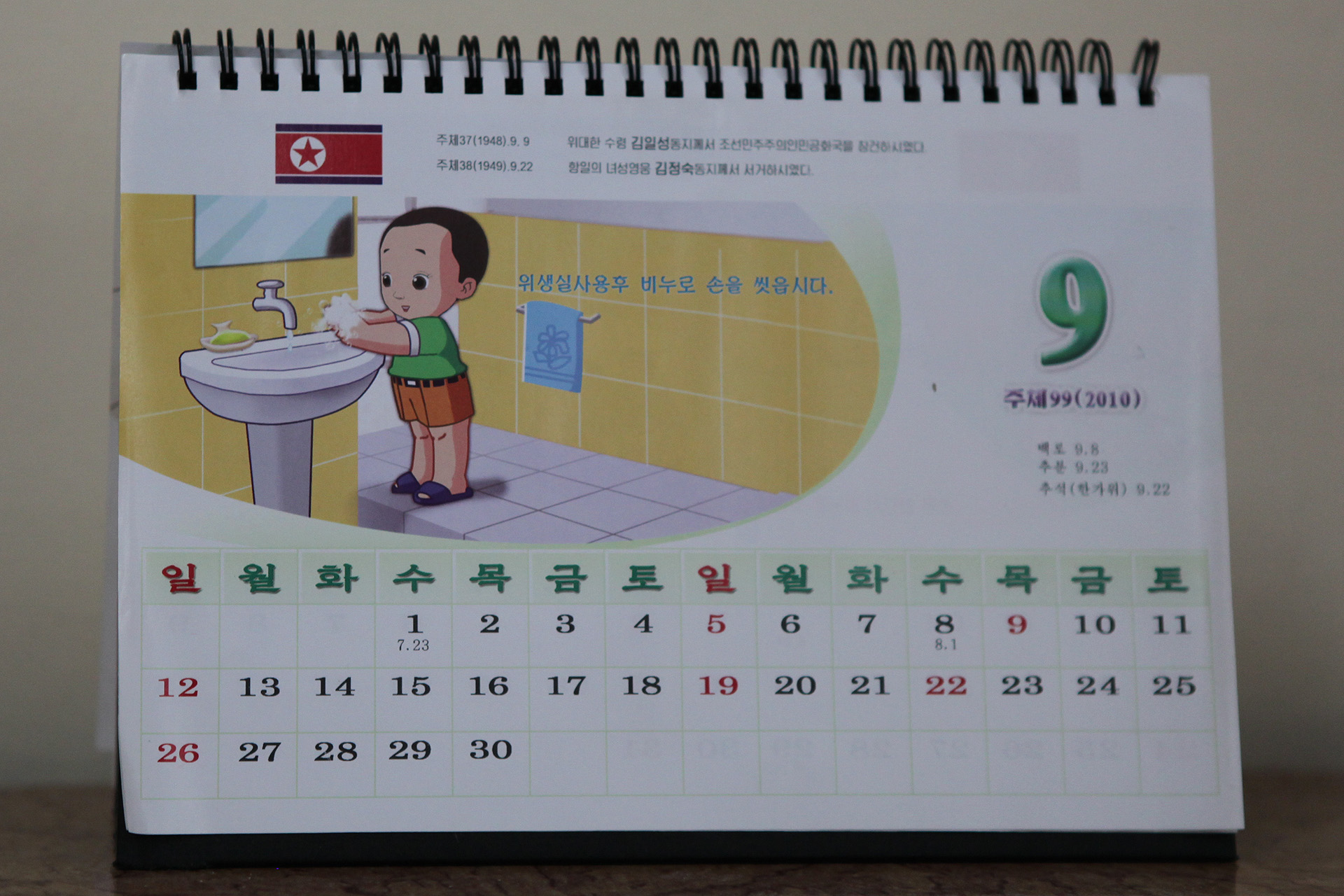
Un calendario Juche del 2010.

Il calendario della Repubblica Popolare Democratica di Corea, più comunemente noto come calendario nordcoreano o calendario Juche, dal nome dell'ideologia su cui si fonda la politica nordcoreana, è il sistema di numerazione dell'anno utilizzato in Corea del Nord.

## Storia
Il calendario Juche venne introdotto nel 1997 ed è basato sulla data di nascita di Kim Il-sung, il 15 aprile 1912. Tale anno di nascita rappresenta l'anno Juche 1 e il sistema funziona da qui in avanti. Non vi è un anno Juche 0. Il calendario Juche mantiene i mesi e i giorni tradizionali del calendario gregoriano. Perciò, per calcolare un anno Juche da un anno gregoriano dopo il 1912, basta semplicemente sottrarre 1911. Il calendario Juche ha ufficialmente sostituito il calendario gregoriano come calendario civile in Corea del Nord il 9 settembre 1997.
| Anno Juche | Anno gregoriano | Anno Dangun | Evento                                                                                             |
| ---------- | --------------- | ----------- | -------------------------------------------------------------------------------------------------- |
| 1          | 1912            | 4245        | Nascita di Kim Il-sung                                                                             |
| 31         | 1942            | 4275        | Nascita di Kim Jong-il                                                                             |
| 37         | 1948            | 4281        | Fondazione della Corea del Nord                                                                    |
| 38         | 1949            | 4282        | Fondazione del Partito del Lavoro di Corea                                                         |
| 42         | 1953            | 4286        | Fine Guerra di Corea e Accordo di armistizio coreano                                               |
| 71         | 1982            | 4315        | Costruzione della Torre Juche, costruita per commemorare il settantesimo compleanno di Kim Il-sung |
| 73         | 1984            | 4317        | Nascita di Kim Jong-un                                                                             |
| 83         | 1994            | 4327        | Morte di Kim Il-sung                                                                               |
| 86         | 1997            | 4330        | Introduzione del calendario Juche                                                                  |
| 100        | 2011            | 4344        | Centesimo anno Juche e morte di Kim Jong-il                                                        |
| 107        | 2018            | 4351        | Primo incontro tra i Capi di Stato degli Stati Uniti e della Corea del Nord                        |
| 114        | 2025            | 4358        | Anno corrente                                                                                      |

In molte occasioni, in utilizzi non coreani, l'anno Juche è scritto dopo l'anno gregoriano, ad esempio 26 aprile 2020 (Juche 109). Ad ogni modo, molte delle fonti di stato ufficiali pongono l'anno gregoriano dopo l'anno Juche, ad esempio 26 aprile Juche 109 (2020).